# Faisal Khalil
Faisal Khalil (en árabe: فيصل خليل سبيت مبارك الجنيبي‎; Sharjah, Emiratos Árabes Unidos, 4 de diciembre de 1982) es un exfutbolista de los Emiratos Árabes Unidos que jugaba en la posición de delantero.

## Carrera

### Club
| Periodo   | Club                    | Apariciones | Goles |
| --------- | ----------------------- | ----------- | ----- |
| 1999-2006 | Al-Ahli FC              | 126         | 82    |
| 2006      | LB Châteauroux          | 0           | 0     |
| 2006–2013 | Al-Ahli FC              | 82          | 28    |
| 2012–2013 | → Al Wasl FC (cedido)   | 3           | 0     |
| 2013      | → Al-Shaab CSC (cedido) | 9           | 2     |
| 2019–2022 | Al Hamriyah Club        | 48          | 6     |

### Selección nacional
Jugó para Emiratos Árabes Unidos en 67 ocasiones de 2002 a 2008 y anotó 15 goles; participó en la Copa Asiática 2007 y en los Juegos Asiáticos de 2002.

## Logros

### Club
- UAE Pro League: 2005/2006, 2008/2009.
- UAE President Cup: 2002, 2004, 2008, 2009.

### Selección nacional
- Gulf Cup of Nations : 2007

### Individual
- Sheikh Majid Football Season Award best Emirati player : 2007/2008
- Goleador de la UAE Pro League : 2007/2008